# Beast and the Harlot
«Beast and the Harlot» es un sencillo de la banda norteamericana Avenged Sevenfold, sacado de su álbum City of Evil. Hasta ahora, la canción ha conseguido el 19.o puesto en la lista de Mainstream Rock en USA y el 44.o en el UK Singles.
La canción habla del apocalipsis. Muchas de las sentencias (seven headed beast, ten horns raise from his head; hatred strips her and leaves her naked, y otras referencias) son sacadas directamente del Libro de Revelación, especialmente del capítulo diecisiete. La palabra harlot significa ‘prostituta’. En el uso moderno, la palabra se refiere únicamente a la prostituta femenina.
La canción pone en escena la nueva banda de M. Shadows, sin gritos hardcore (aunque haya un grito en la introducción), así como también presenta un estilo de sonido metal más tradicional. El propio M. Shadows ha reconocido que en la composición de esta canción influyó mucho el Keeper of the Seven Keys de Helloween.
El riff principal de la canción fue votado como el 14.o mejor riff de la historia por la revista Total Guitar en marzo de 2007. Total Guitar escribió: «El riff principal de “Beast and the Harlot” es una gran pieza de riff con Zacky y Synyster, inteligentemente emplazando la segunda parte del riff a través del ritmo para crear un sentimiento agresivo; una vez más, evitando los clichés usuales del metal». Por su parte la revista Loudwire colocó el intermedio de la canción en el puesto número 7 de los 15 mejores "drum breaks" de todos los tiempos.
La canción se puede tocar y escuchar en los juegos de Xbox 360 y PlayStation 2 Guitar Hero II y Burnout Revenge, respectivamente. También ha sido elegida como una de las canciones para el juego Guitar Hero: Greatest Hits, junto con otros grandes éxitos de Pantera, Iron Maiden y Ozzy Osbourne.

## Vídeo musical
El vídeo fue filmado el 5 y 6 de octubre de 2005 en el Hotel Mayan, en el centro de Los Ángeles. Se basa en la idea de la corrupción.
El director quería una manera de mostrar cómo sería alguien sin alma, y para ello cuenta con la ayuda de la actriz Elizabeth Melendez. Una ex diva de la WWE, Joy Giovanni, también aparece en el vídeo.